# Johann Baptist Diebold

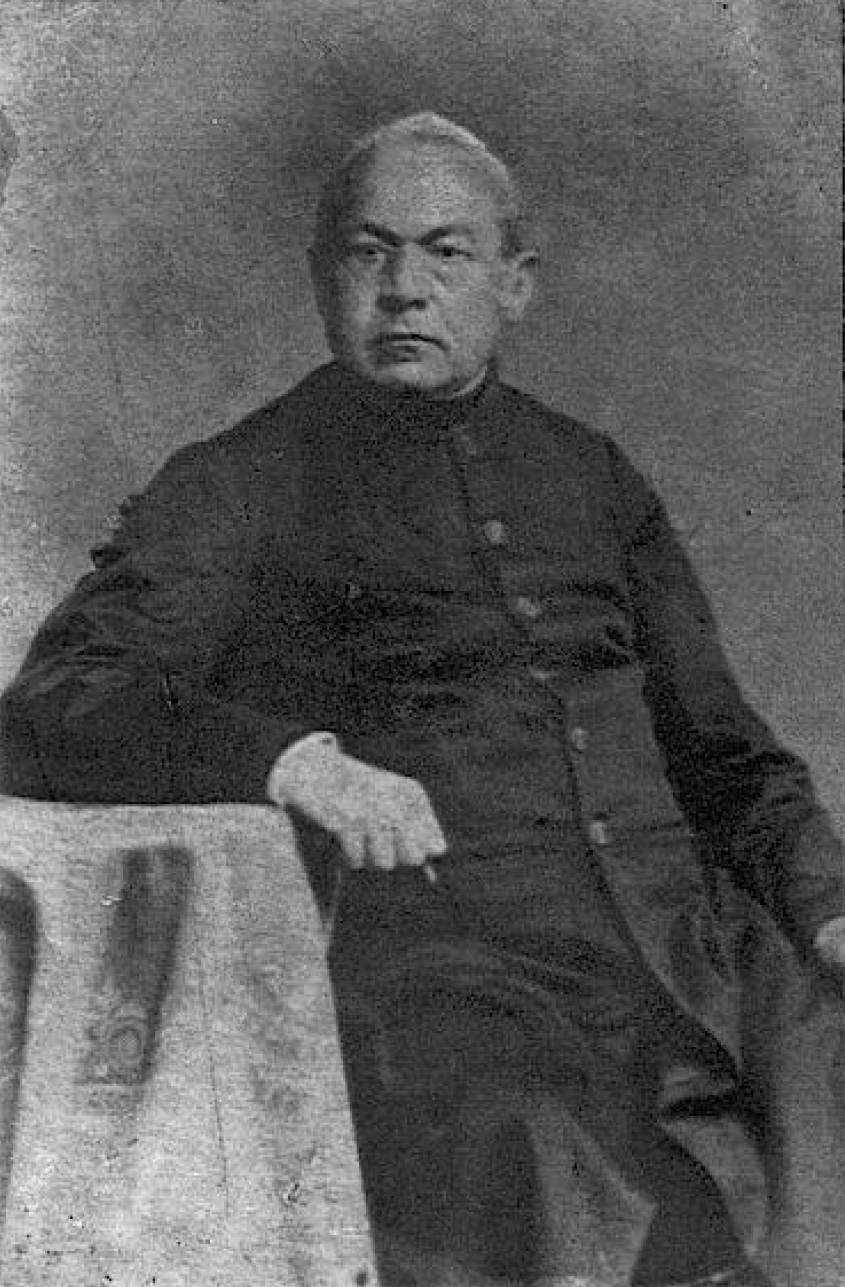
Johann Baptist Diebold

Johann Baptist Diebold (* 9. April 1807 in Jungingen; † 6. Oktober 1885 in Mindersdorf) war ein deutscher Pfarrer und Abgeordneter der Hechinger Landesdeputation.
Diebold war Sohn des Kronenwirtes Diebold in Jungingen. Er besuchte das Gymnasium in Konstanz und studierte danach Theologie an der Universität Tübingen. Seine Priesterweihe erfolgte 1830. Nach dem Vikariat in Hechingen wurde er Pfarrer in Thanheim. Dort richtete er einen Armenfonds ein, an dem er sich mit 800 Gulden selbst beteiligte und der bis 1914 bestand.
Diebold war seit 1835 Mitglied der Hechinger Landesdeputation (Landtag). Er wurde 1835 im Wahlbezirk VII (Thanheim) gewählt. Auf der konstituierenden Sitzung des Landtags am 14. Oktober 1835 wählte der Landtag Josef Blumenstetter (10 Stimmen), Cajetan Koller (10 Stimmen) und Pfarrer Diebold (9 Stimmen) auf die Vorschlagsliste zum Vorstand (Parlamentspräsidenten). Der Fürst ernannte daraufhin Koller (mit der Begründung, er sei der Älteste der Vorgeschlagenen) zum Vorstand des Landtags, Blumenstetter wurde Stellvertreter und Diebold Schriftführer.
Diebold galt als Aufwiegler und wurde in mehrere Strafverfahren verwickelt. Nach dem Einmarsch preußischer Truppen wurde er im Herbst 1849 verhaftet. Das königliche Kreisgericht in Sigmaringen verurteilte ihn später zu sechs Monaten Festungshaft, die er auf Festung Ehrenbreitstein absaß. Die Kirchenbehörden suspendierten ihn zunächst als Pfarrer.
Die Untersuchungen wegen Hochverrats wurden von 1850 bis 1852 geführt und Diebold anschließend nach Kloster Wald verbannt. Später wurden ihm die Pfarrstellen in Melchingen (1858), Einhart (1859–1869) und Mindersdorf (1870–1885) zugewiesen. Dort starb er am 6. Oktober 1885. Überall überwarf er sich mit der Bevölkerung und geriet in Konflikte mit anderen Geistlichen.